# Canillas de Esgueva
Canillas de Esgueva es una localidad de la provincia de Valladolid, en la comunidad autónoma de Castilla y León (España).
Se encuentra situada en el valle del río Esgueva siendo el segundo pueblo de la provincia del Valladolid que atraviesa el río. Su casería se asienta principalmente en la colina sobre la que se alzan las ruinas de sus castillo, dominando la vega del río.
Limita al este con Fombellida y al oeste con  Encinas de Esgueva, con Hérmedes de Cerrato y Piñel de Arriba. Se halla comunicado por carretera con la ciudad de Valladolid, que se encuentra a 56 kilómetros, y con Peñafiel que está a 22 kilómetros.

## Historia

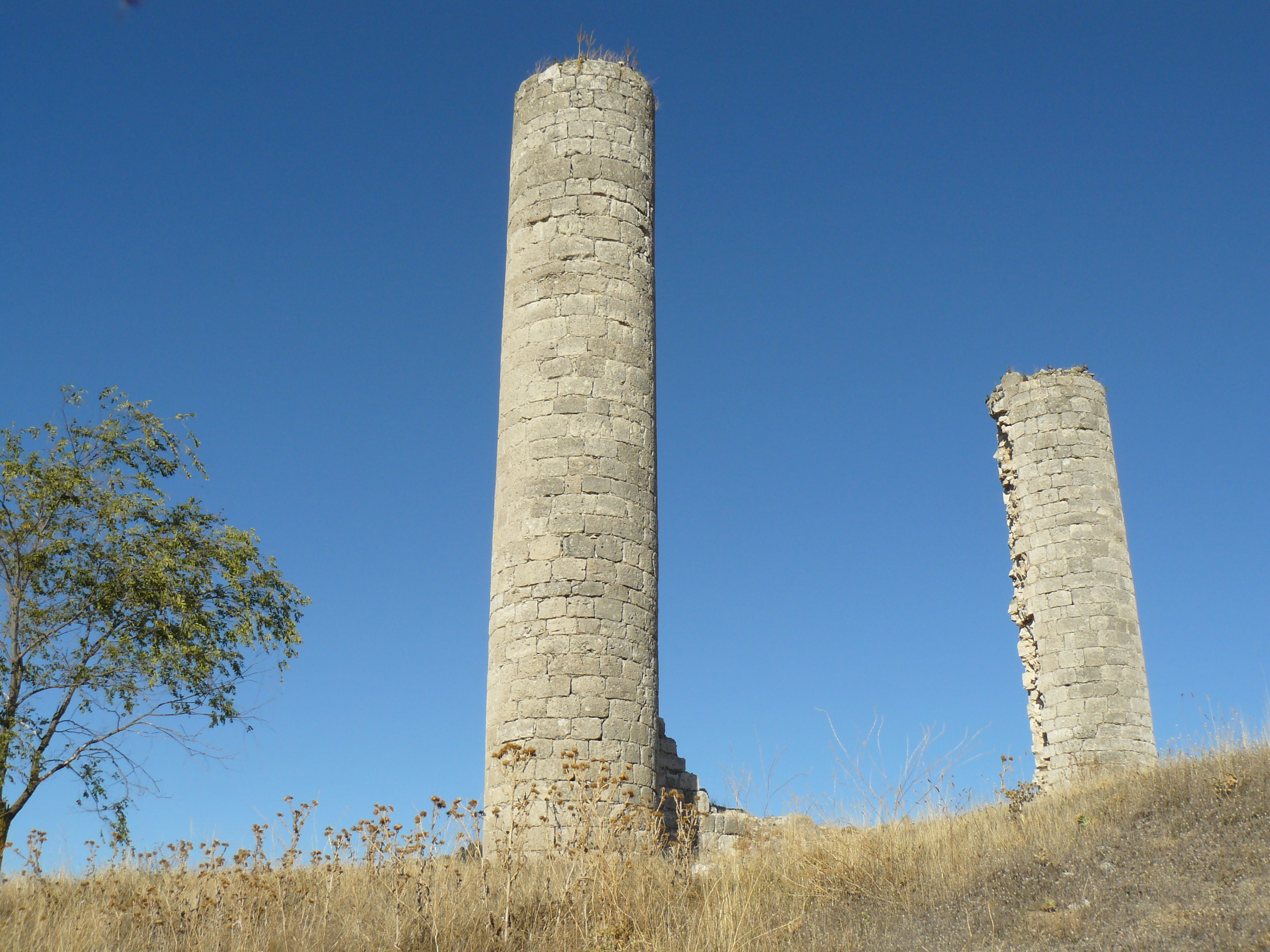
Ruinas del castillo de Canillas de Esgueva.

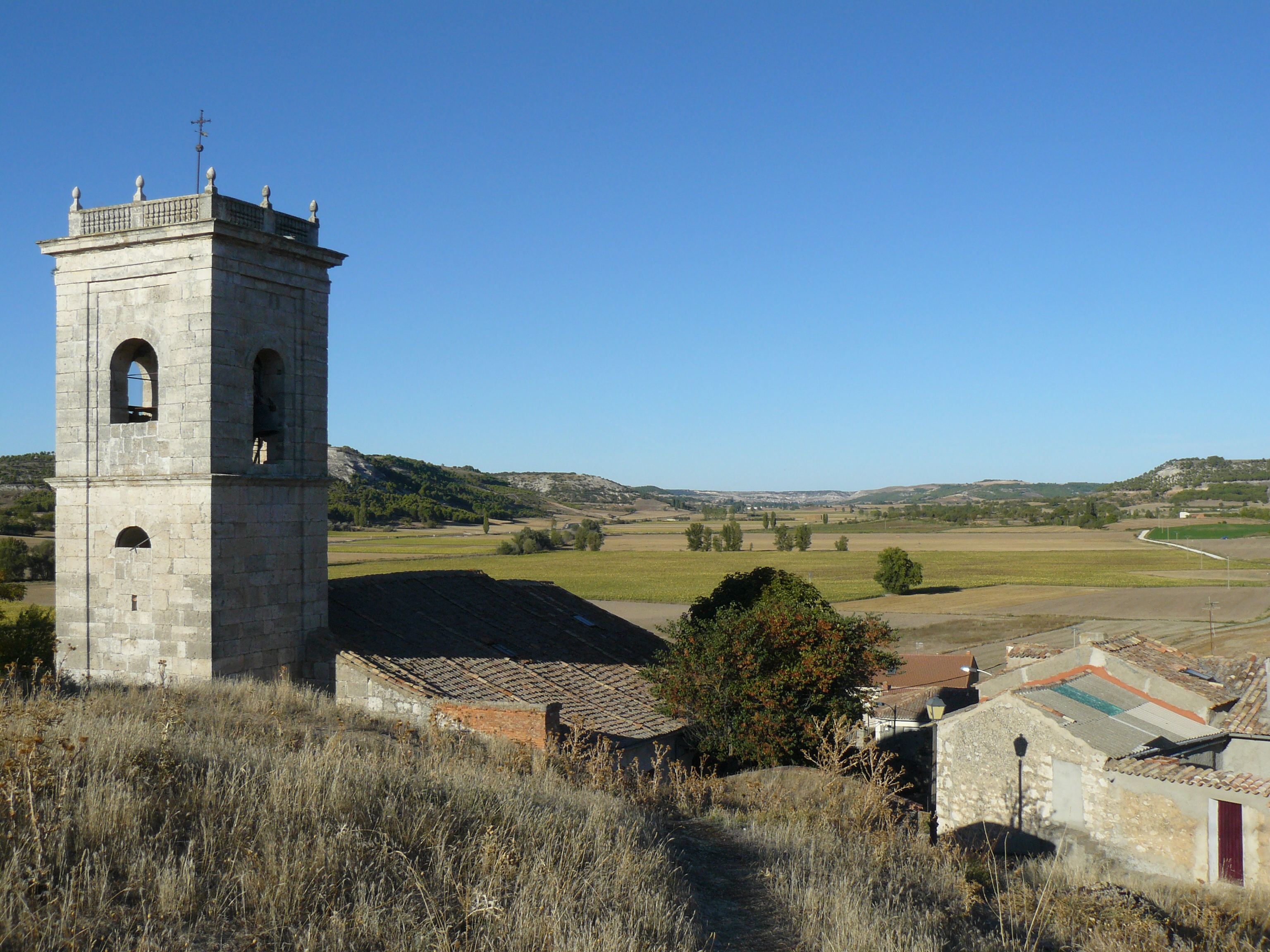
Torre de la iglesia y vega del río Esgueva hacia el Norte.

Su fundación se remonta a finales del siglo IX, cuando el Esgueva marcaba la frontera entre los territorios cristianos y musulmanes en la región.
En el censo de Pascual Madoz (1845*1850) constan los siguientes datos:
- Partido judicial de Valoria la Buena, provincia de Valladolid, diócesis de Palencia.
- Viento predominante: Norte.
- Enfermedad más común: Fiebres intermitentes.
- Número de casas: 88
- Población: 93 vecinos, 345 habitantes.
- Ayuntamiento. Dos fuentes
- Iglesia parroquial de San Miguel Arcángel servida por un cura de provisión.
- Ermita de Nuestra Señora de Quintanilla.
- Castillo deteriorado propiedad del conde de Encinas.
- El correo despachado desde Peñafiel los martes y sábados.
- Producción: trigo, morcajo, centeno, cebada, avena, legumbres, anís y patatas.
- Molino harinero movido por el Esgueva.
- Monte de roble y encina que provee de combustible.
- Comercio: Exportación de sobrante de frutos.
- Ganado: Lanar, caballar y vacuno.
- Caza: Perdices, liebres, conejos, cangrejos, barbos y anguilas.
- Escuela de instrucción primaria con 36 alumnos.
- Pago al maestro 300 rs y 50 fanegas de morcajo.
- Capital Producido: 710110 rs
- Impuestos: 65620 rs
- Contribución: 10037 rs 4 mrs
- Presupuesto municipal: 3000 rs. Se cubre con fondos propios y reparto municipal.

## Geografía humana

### Demografía
Cuenta con una población de 73 habitantes (INE 2024).
| Gráfica de evolución demográfica de Canillas de Esgueva entre 1842 y 2021 |
| |
| Población de derecho según los censos de población del INE Población de hecho según los censos de población del INEEn estos censos se denominaba Canillas: 1842, 1857 y 1860 |

| 159                        | 149 | 120 | 113 | 84 | 69 |
| (Fuente: [cita requerida]) |     |     |     |    |    |

### Economía
Su economía se basa en la agricultura destacando los cultivos de cebada, remolacha, trigo y uva. Se conservan antiguas bodegas y lagares.

## Monumentos
En lo cultural destaca su iglesia, dedicada a San Miguel. Cuenta con un ábside románico rural, del siglo XII o XIII, decorado con canecillos. Durante el siglo XVIII fue muy reformada, añadiéndose entre otras cosas la bóveda que cubre la nave y el retablo mayor, rococó. La torre, a los pies del templo, neoclásica, fue realizada en torno a 1800.
En lo alto de la colina en cuya falda se concentra la población, se hallan las ruinas del castillo  de Canillas de Esgueva, de finales del siglo XV o inicios del siguiente. Hasta alrededor de 1970 se conservó un lienzo de pared del castillo, que después se desplomó; en la actualidad, solo quedan los restos de dos cubos.